# سوبر بول 50
سوبر بول > سوبر بول 50
سوبر بول 50 (بالإنجليزية: Super Bowl 50) مباراة كرة قدم أمريكية لتحديد الفائز بلقب الدوري الوطني لكرة القدم الـ(NFL) لموسم عام 2015. جمعت بين فريق دينفر برونكوز (DEN) الفائز بلقب بطل المؤتمر الأمريكي لكرة القدم الـ(AFC)، وفريق كارولاينا بانثرز (CAR) الفائز بلقب بطل المؤتمر الوطني لكرة القدم (NFC)، وإنتهت بنتيجة 24-10 لصالح فريق دينفر برونكوز الذي بدوره حاز على لقبه الثالث.
لعبت المباراة في 7 فبراير، 2061، على ساحة ملعب ليفايز، في سانتا كلارا، كاليفورنيا.
حصلت قناة سي بي أس على حقوق بثّ المباراة حبث حققت المباراة نسب مشاهدة كبيرة بمعدل 111.9 مليون مشاهد، مما جعلها ثالث أكثر بثّ تلفزيوني مشاهدة في تاريخ الولايات المتحدة. وصلت كلفة الإعلان أثناء المباراة إلى 5$ مليون دولار أمريكي لكل ثلاثين دقيقة. قدمت فرقة كولدبلاي الموسيقية عرض مابين الأشواط مع بيونسيه، وبرونو مارس.

## الكأس
بالإضافة إلى كأس فينس لومباردي التي يحصل عليه الفائز بالمباراة، حصل الفريق الفائز على رقم "50" ذهبي من 18-قيراط، يصل وزن كل رقم إلى 33 رطل (15 كغم)، بمجموع 66 رطل (30 كغم). من تصميم شركة تيفاني & كومباني.

## العروض الترفيهية

### عرض ما قبل المباراة
في عرض ماقبل المباراة، ليدي غاغا رافقها أليكس سميث على آلة البيانو قدموا النشيد الوطني الأمريكي.

### عرض مابين الأشواط
في 3 ديسمبر، أعلنت إدارة الدوري عن اختيار فرقة كولدبلاي البريطانية لأداء فقرة عرض مابين الأشواط. في 7 يناير، 2016، أكدت شركة بيبسي بأن المغنية بيونسي سترافق فرقة كولدبلاي في عرض مابين الأشواط، كما شاركهما لاحقاً المغني برونو مارس.

## البثّ

### البثّ في الولايات المتحدة
بثت قناة سي بي أس المباراة في الولايات المتحدة على قناة المحلية في أرجاء الولايات المتحدة، أختير جيم نانتز وفيل سيمز كمعلقين للمباراة مع تريسي وولفسون، وإيفان واشبورن كمراسلين من الساحة. كما وفرت قناة سي بي أس بثّاً رقمياُ عبر موقعها الألكتروني (cbssports.com)، وعلى تطبيق القناة لأجهزة الكومبيوتر اللوحي، ويندوز 10، إكس بوكس ون وعلى أجهزة أخرى. ونظراً لحصولها على حقوق البثّ الحصرية للهواتف الذكية بثت شركة فيرايزون المباراة لمشتركي شبكتها.
في 28 ديسمبر، 2015، أعلنت شبكة (ESPN) عن إتفاقية مع شبكة (CBS) منحتها حقوق بثّ المباراة باللغة الإسبانية على قناة (ESPN Deportes)، وعلى البثّ الرقمي من خلال خدمة شاهد ESPN.
حصلت المباراة على نسب مشاهدة كبيرة وصلت إلى 111.9 مليون مشاهد طبقاً لتصنيف نيلسن، مما جعلها المباراة الثالثة الأكثر مشاهدة في تاريخ السوبر بول والتلفزيون الأمريكي.

### الإعلانات التجارية
بدأت تسعيرة الإعلان لكل ثلاثين ثانية خلال المباراة بـ 5,000،000$ مليون دولار أمريكي.

### البثّ حول العالم
في الوطن العربي بثّت المباراة على شبكة قنوات بي إن سبورت (Bein Sports)، وشبكة قنوات أوربت شوتايم (OSN) في الساعة 2:30 مساءاً بالتوقيت العربي.
| البلد                     | حقوق البثّ |
| ------------------------- | --- |
| النمسا                    | في النمسا بثتّ المباراة على قناة بلس 4، وسات 1 باللغة الألمانية.                                                |
| أستراليا                  | بثّت المباراة على قناة سيفن نيتورك، 7ميت، ولمشتركي قناة ESPN.                                                   |
| البرازيل                  | في البرازيل بثّت المباراة على القناة المجانية إسبورتي إنتراتيفو، وعلى قناة ESPN Brasil في الساعة التاسعة مساءاً. |
| كندا                      | في كندا بثّت المباراة على قناة CTV الحاصلة على عقد طويل الأمد لحقوق البثّ في كندا.                               |
| جمهورية التشيك            | بثّت المباراة على سبورت 2، في جمهورية التشيك.                                                                   |
| الدنمارك                  | في الدنمارك بثّت المباراة على قناة TV3+.                                                                        |
| فنلندا                    | في فنلندا بثّت المباراة على قناة نيلونين.                                                                       |
| فرنسا · سويسرا            | في فرنسا وسويسرا بثّت المباراة على قناة W9، باللغة الفرنسية.                                                    |
| ألمانيا · سويسرا          | في ألمانيا وسويسرا بثّت المباراة على قناة W9، باللغة الألمانية.                                                 |
| اليابان                   | بثّت المباراة في اليابان على قناة NHk، ونيتل.                                                                   |
| هولندا                    | في هولندا بثّت المباراة على قناة فوكس سبورتس 2، وعلى قناة فوكس HD.                                              |
| تايلاند                   | في تايلاند بثّت المباراة على قناة TrueVisions، وقناة True4U القناة الرابعة والعشرين في السادسة صباحاً.           |
| المملكة المتحدة · أيرلندا | في المملكة المتحدة وأيرلندا بثّت المباراة على BBC Two، وقناة SKY Sports.                                        |

## وصلات خارجية
- سوبر بول 50 على موقع IMDb (الإنجليزية)
- سوبر بول 50 على موقع كينوبويسك (الروسية)

- الموقع الرسمي